# Erriberagoitia / Ribera Alta
Erriberagoitia / Ribera Alta (baskiska: Erriberagoitia) är en kommun i Spanien. Den ligger Álavaprovinsen i södra delen av den autonoma regionen Baskien i norra delen av landet, 270 km norr om huvudstaden Madrid. Antalet invånare är 319 (2024). Arean är 17,50 kvadratkilometer.